# Серафим Дабробосненски
Серафим е български духовник, игумен на Рилския манастир (1753 – 1757), епископ на Коласийската епархия и Дабробосненската епархия през втората половина на XVIII век.

## Биография
Роден е около 1705 година в град Банско, тогава в Османската империя, в родолюбивия род Кундеви. Замонашва се в Рилския манастир под монашеското име Серапион и в периода 1753 – 1757 година е игумен на светата обител. Според други източници Серапион е роден в околностите на град Мехомия, тогава в Османската империя, днес Разлог, България.
Серапионовият брат Йеротей, йеромонах в Рилския манастир, казва в една бележка в църковна книга, че през 1757 година в манастира пристига патриарх Кирил II Печки и ръкополага Серапион, след което го изпраща в Щип. През лятото на 1760 година е ръкоположен за кюстендилски и щипски епископ. Бератът за неговото признаване е издаден на 30 септември 1760 година.
В 1763 година Серапион става дабробосненски и сараевски митрополит и се преименува на Серафим. Като босненски митрополит е живял и през 1772 година, както споменава брат му Йеротей, следователно той е същият Серафим Босненски, който се споменава в султанския берат от 1766 година, за закриване на Печката патриаршия, по силата на който Коласийската епархия преминава на подчинение на Вселенската патриаршия под името Кюстендилска епархия. Като кюстендилски митрополит е посочен неговият приемник Гаврил:
| „ | Печкият патриарх Калиник, нишкият митрополит (бивш по рано печки патриарх) Гавриил, скопският митрополит Константин, босненският митрополит Серафим, ужичкият митрополит Митрофан, белградският митрополит Еремия, самоковският митрополит Неофит и кюстендилският митрополит Гаврил – всичките тези 8 упоменати митрополити, като дойдоха в моя царски престолен град, лично поднесоха молба, потвърдена с печати, щото печката патриаршия заедно със своите митрополити да се присъедини към гръцко-цариградската патриаршия, и за в бъдеще цариградският патриарх сам, заедно със своя синод мен да известява за работите и особените потреби на митрополитите, за назначаването и уволняването им, според черковно-йерархийския устав. | “ |

В 1770 – 1772 година е самоковски митрополит.
Предприема пътувания до Молдова и Влашко за търсене на пари за възстановяване на опожарения от арнаути Рилски манастир.
На 23 март 1776 година той подава оставка. Оттегля се в Рилската света обител. Пише книги и оставя много и видни ученици. Забележително дело на владиката Серафим е и построената с негови средства църква „Успение Богородично“ в метоха Пчелино на Рилския манастир. В нея и днес може да се види ктиторският му портрет, дело на големия бански живописец Димитър Молеров. Митрополит Серафим доживява до дълбока старост и умира в Рилския манастир през 1800 година. Запомнен е от съвременниците си с добри дела и народополезна дейност.
Умира в 1800 година.